# Capela do Espírito Santo (Ponta do Sol)
A Capela do Espírito Santo situa-se na Lombada, freguesia da Ponta do Sol, Região Autónoma da Madeira. Foi construída no século XVIII e remodelada no século XX, em estilo barroco de planta longitudinal. 
Em 1977, foi classificada como Imóvel de Interesse Público.